# A Forgotten Man
Pour plus de détails, voir Fiche technique et Distribution.
A Forgotten Man est un film suisse réalisé par Laurent Nègre sorti en 2022. Le film est inspiré par la pièce de théâtre L'Ambassadeur de Thomas Hürlimann. Le personnage de Zwygart est fictif, mais inspiré de Hans Fröhlicher, ambassadeur de Suisse à Berlin de 1938 à 1945. 

## Synopsis
Au début du film, nous voyons un jeune homme, fermement empoigné par deux policiers, trainé vers ce que l'on devine être son lieu d'exécution. 
Mai 1945 : l'Allemagne nazie s'effondre. Heinrich Zwygart, ambassadeur de Suisse à Berlin, rentre chez lui précipitamment  après avoir brûlé des documents compromettants. Il ramène un drapeau suisse soigneusement plié, et retrouve sa femme Clara, sa fille Hélène qui lui présente un ami Suisse romand, Nicolas, et son père, ancien officier et grand admirateur du général Henri Guisan.
Zwygart est hanté par Maurice Bavaud, un jeune Suisse ayant tenté de tuer Hitler et qui fut exécuté après trois années de prison. Il est en proie à des hallucinations et le voit régulièrement apparaître.
Son père le Colonel est convaincu que c'est grâce à son armée que la Suisse a pu traverser la Seconde Guerre Mondiale sans dommages. Heinrich sait, lui, que la politique compromettante qu'il a menée à Berlin au nom du gouvernement suisse est ce qui a permis de préserver son pays.
Le conseiller fédéral Marc Gerber vient lui rendre visite, et Zwygart lui fait part de ses ambitions : il souhaite devenir conseiller fédéral lui aussi. Mais peu de temps après, un conseiller de Gerber lui rend visite et lui fait comprendre que le Conseil fédéral souhaite sa démission. Zwygart, qui estime n'avoir fait qu'appliquer la politique décidée par le Conseil Fédéral, refuse de jouer les boucs émissaires et de signer la lettre de démission qu'on lui propose.
Le conseiller fédéral Gerber se fait du souci pour la position de la Suisse dans la nouvelle Europe qui s'esquisse: sera-t-elle dans le camp des vainqueurs ou dans celui des vaincus? Les Alliés lui tiendront-ils rigueur d'avoir courtisé les dirigeants nazis et commercé avec l'Allemagne en guerre? Zwygart lui suggère d'organiser un grand bal de la paix à Berne en conviant un orchestre de l'armée américaine stationné en Bavière. L'idée de Zwygart est retenue mais sa présence à l'événement n'est pas souhaitée. On l'empêche même, lui et sa famille, de quitter sa maison pour s'y rendre. 
Nicolas, l'ami de Hélène Zwygart, dit à Zwygart qu'il souhaite l'interviewer pour un journal étudiant, mais les choses s'enveniment rapidement dès que Nicolas se met à lui poser des questions gênantes sur le refoulement des réfugiés juifs à la frontière suisse ou son refus d'aider Maurice Bavaud. 
La mère de Maurice Bavaud vient leur rendre visite pour dire à Zwygart toute la colère qu'elle ressent. Elle refuse de lui pardonner. 
Les hallucinations de Zwygart se poursuivent et le conduisent à des comportements incohérents. Sa femme décide alors de partir. Zwygart se rend alors à Berne, longe le Palais Fédéral, symbole de la Confédération suisse. Il se rend à l'ambassade américaine et propose à un diplomate de lui remettre des documents confidentiels sur les relations entre la Suisse et l'Allemagne nazie. Le diplomate refuse, lui disant que les Alliés auront besoin de la Suisse dans la confrontation avec l'Union soviétique qui s'annonce. 
Le père d'Heinrich Zwygart prend le drapeau suisse ramené de Berlin, et va le hisser devant la maison. On peut constater qu'il est plein de trous. L'image, en noir et blanc depuis le début du film, devient brièvement en couleur pour montrer le rouge et le blanc du drapeau troué.

## Fiche technique
- Titre : A Forgotten Man
- Réalisation : Laurent Nègre
- Scénario : Laurent Nègre
- Photographie : Diego Dussuel
- Son : David Puntener
- Musique : Ladislav Agabekov et Christophe Calpini
- Costumes : Anna Van Brée et Catherine Van Brée
- Maquillage : Julia Nietlispach
- Production : Dan Wechsler
- Sociétés de production : Bord Cadre Films SARL, Sovereign Films
- Pays de production :  Suisse  Royaume-Uni
- Langues originales : suisse allemand, français, anglais
- Format : noir et blanc
- Genre : Thriller
- Durée : 88 minutes
- Dates de sortie :
  - Suisse alémanique : 29 septembre 2022 (Festival du film de Zurich) ; sortie en salles : 30 mars 2023
  - Suisse romande : 11 novembre 2022 (Festival international du film de Genève) ; sortie en salles : 3 mai 2023

## Distribution
- Michael Neuenschwander (de) : Heinrich Zwygart
- Manuela Biedermann (de) : Clara Zwygart
- Cléa Eden : Hélène Zwygart
- Yann Philipona : Nicolas
- Peter Wyssbrod : le Colonel
- Sabine Timoteo : Madame Bavaud
- Margherita Schoch (de) : Babett
- Victor Poltier : Maurice Bavaud
- Yves Raeber : Marc Gerber
- Simon Romang : Schranz
- Sebastian Krähenbuhl : Ueli
- Dominik Gysin : Klaus
- Jeff Burrell : Consul Reynolds

## Réalisation

### Préparation
Selon le réalisateur et scénariste, il s'agit d'une fiction historiquement documentée. Il a fait des recherches approfondies pour écrire son scénario.

### Tournage
Le film a été tourné en 2020 au château de Lavigny, dans le canton de Vaud.

## Accueil

### Accueil critique
Les critiques suisses romands sont assez positifs dans l'ensemble, soulignant l'importance du sujet abordé dans un pays qui a encore du mal à "affronter les fantômes du passé". La Tribune de Genève loue le "très beau noir et blanc" et l'interprétation de Michael Neuenschwander. Dans l'Illustré, Chloé Sullivan estime qu'il s'agit d'un "beau film, aux allures de thriller passionnant, qui fait réfléchir".

### Nominations
- Prix du cinéma suisse : meilleure interprétation masculine pour Michael Neuenschwander[6]
- Festival international du film de Genève : meilleure interprétation masculine pour Michael Neuenschwander[7]